# Johannes Anyuru
Johannes Alexander Anyuru, född 23 mars 1979 i Borås, är en svensk poet, författare och dramatiker. 2017 fick hans bok De kommer att drunkna i sina mödrars tårar Augustpriset som Årets svenska skönlitterära bok.

## Biografi
Anyuru flyttade vid åtta års ålder med familjen från födelsestaden Borås till Växjö där han växte upp i stadsdelen Araby. Föräldrarna träffades i Kenya där modern arbetade som volontär på ett biståndsprojekt. Fadern var stridspilot på flykt från hemlandet Uganda. Johannes Anyuru började skriva dikter under gymnasietiden.
Sedermera flyttade han till Norrköping för att läsa till civilingenjör, men hoppade av efter två års studier och flyttade tillbaka till Växjö. Senare har han bosatt sig på Hisingen i Göteborg med sin familj.

### Författande
Johannes Anyuru debuterade 2003 med diktsamlingen Det är bara gudarna som är nya på Wahlström & Widstrand förlag. I denna diktsamling används Homeros epos Iliaden som bakgrund och inspirationskälla till skildringen av invandrartäta stadsdelar. En plats som ofta nämns i diktsamlingen är området kring Mörners väg i Växjö, där Anyuru bodde under sin uppväxt. I recensioner av denna diktsamling har hans stil liknats vid såväl äldre samtida svenska poeter som Göran Sonnevi, och hip hop-bandet The Latin Kings. Båda dessa har Anyuru också själv nämnt som inspirationskällor, och han har skrivit förordet till boken med The Latin Kings samlade texter. 
Anyurus andra diktsamling, Omega, är en mer sorgsen bok än debuten, och handlar om en nära väns död.
Anyurus tredje samling, Städerna inuti Hall, utkom 2009 och är ett politiskt sorgelandskap. Han romandebuterade hösten 2010 med Skulle jag dö under andra himlar. 
Romanen De kommer att drunkna i sina mödrars tårar utkom 2017 och är en dystopisk skildring av ett framtida Göteborg där muslimer måste skriva på medborgarkontrakt för att inte bli kallade Sverigefiender. För boken tilldelades Anyuru Augustpriset för årets skönlitterära bok.
Boken dramatiserades och regisserades av Farnaz Arbabi och fick urpremiär på Unga Klara 29 oktober 2020 i samarbete med Uppsala stadsteater. I oktober 2021 sände SVT en avfilmad version.
Han böcker är översatta till ett flertal språk.

### Andra och senare aktiviteter
Han har utöver sin bokliga aktivitet också arbetat med poesi i ljudform. Under 2003 turnerade han exempelvis med sin Riksteatern-föreställning Abstrakt rap. Tillsammans med Sean McConnell, numera under namnet Mercies May, har Anyuru också bildat spoken word-gruppen Broken word. Ljudbakgrunden till föreställningen Abstrakt rap, och det album som Broken word släppte 2005 (Anatomy of a dying star) skapades till stor del av Khim Efraimsson (DJ Khim).
Senare lade Broken word till två medlemmar: Daniel och Mikael Sarabi, som spelar det persiska stränginstrument setar och den traditionella persiska trumman tonbak. Samarbetet med bröderna Sarabi ledde till flera spelningar runt om i Sverige, som på Nefertiti i Göteborg, MADE-festivalen i Umeå och andra evenemang.
Johannes Anyuru har undervisat i kreativt skrivande vid Clandestino Institut som drivs av nätverket Bwana Club. 
Den 11 december 2009 hade hans debutpjäs Förvaret, skriven tillsammans med Aleksander Motturi, premiär på Göteborgs stadsteater. 
Den 16 augusti 2010 och 14 juli 2017 var han sommarpratare i Sommar i P1.
År 2011 var Anyuru besättningsman i årets aktion organiserad av Ship to Gaza.

## Privatliv
Johannes Anyuru är gift och har fyra barn, varav tre är från hustruns tidigare förhållande. Familjen är bosatt i Göteborg. År 2007 konverterade Anyuru till islam.

## Bibliografi

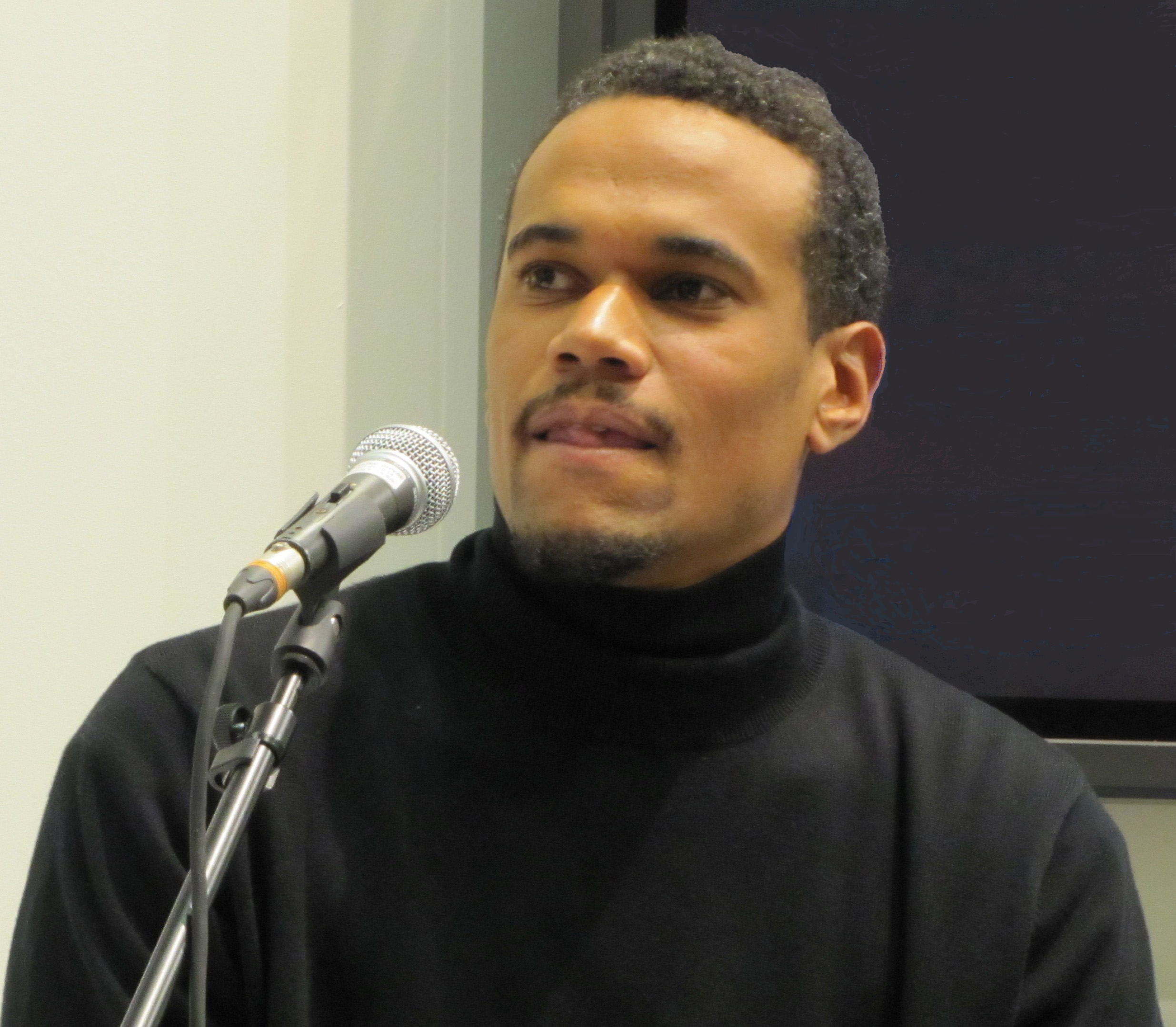
Johannes Anyuru på Bokmässan i Göteborg 2010.

## Priser och utmärkelser
- 2003 – Nöjesguidens pris bästa läsning[11]
- 2003 – Guldprinsen[12]
- 2004 – Karin Boyes litterära pris[13]
- 2005 – Kallebergerstipendiet[14]
- 2005 – Spingo-stipendiet
- 2007 – Göteborgs Stads författarstipendium
- 2011 – Stig Sjödinpriset[12]
- 2012 – Svenska Dagbladets litteraturpris[12]
- 2012 – Stipendium ur Gerard Bonniers donationsfond[15]
- 2012 – Aftonbladets litteraturpris[12]
- 2013 – Ivar Lo-Johanssons personliga pris[12]
- 2013 – Sten A Olssons kulturstipendium[16]
- 2014 – De Nios Vinterpris[12]
- 2017 – Aniarapriset[17]
- 2017 – Gustaf Fröding-stipendiet[18]
- 2017 – Augustpriset i kategorin skönlitteratur[19]
- 2017 – Årets författare[20]
- 2018 – Doblougska priset[21]
- 2018 – Bjørnsonpriset
- 2023 – Hedersdoktor vid teologiska fakulteten vid Lunds universitet